# Coelites calverti
Coelites calverti är en fjärilsart som beskrevs av Robert Christopher Tytler 1939. Coelites calverti ingår i släktet Coelites och familjen praktfjärilar. Inga underarter finns listade i Catalogue of Life.